# Marija Itkina
Marija Lawonciauna Itkina (biał. Марыя Лявонцеўна Іткіна, ros. Мария Леонтьевна Иткина; ur. 3 maja 1932 w Rosławiu, zm. 1 grudnia 2020 w Mińsku) – białoruska lekkoatletka, sprinterka startująca w barwach Związku Radzieckiego, czterokrotna mistrzyni Europy, trzykrotna olimpijka.

## Kariera
Była pochodzenia żydowskiego. Urodziła się w Rosławiu, ale później zamieszkała w Mińsku, gdzie startowała w klubie Dynama Mińsk.
Startowała z powodzeniem na dystansach od 100 metrów do 400 metrów.
Zdobyła złote medale na mistrzostwach Europy w 1954 w Bernie w biegu na 200 metrów i w sztafecie 4 × 100 metrów (sztafeta radziecka biegła w składzie: Wira Krepkina, Rimma Ulitkina, Itkina i Irina Turowa), a w biegu na 100 metrów odpadła w półfinale. Odpadła w półfinale biegu na 200 metrów na igrzyskach olimpijskich w 1956 w Melbourne, a radziecka sztafeta 4 × 100 metrów w składzie: Kriepkina, Galina Riezczikowa, Itkina i Turowa zajęła 4. miejsce w finale. Zwyciężyła w biegu na 200 metrów na Akademickich Mistrzostwach Świata w 1957 w Paryżu.
Na mistrzostwach Europy w 1958 w Sztokholmie Itkina zdobyła złoty medal w biegu na 400 metrów oraz brązowy w biegu na 200 metrów.
Zajęła trzy 4. miejsca na igrzyskach olimpijskich w 1960 w Rzymie: w biegach na 100 metrów i na 200 metrów oraz w sztafecie 4 × 100 metrów (sztafeta radziecka biegła w składzie: Kriepkina, Wałentyna Masłowska, Itkina i Irina Press).
Ponownie zdobyła złoty medal w biegu na 400 metrów na mistrzostwach Europy w 1962 w Belgradzie, a sztafeta 4 × 100 metrów z jej udziałem została zdyskwalifikowana w finale.
Na igrzyskach olimpijskich w 1964 w Tokio zajęła 5. miejsce w finale biegu na 400 metrów.
Występowała z powodzeniem na Akademickich Mistrzostwach Świata (UIE), na których zdobyła srebrny medal na 200 metrów i brązowy na 100 metrów w 1954 w Budapeszcie, srebrny na 200 metrów w 1955 w Warszawie oraz srebrny na 200 metrów i brązowy na 400 metrów w 1957 w Moskwie.
Ustanawiała rekordy świata w biegu na 220 jardów (uznawany również za rekord w biegu na 200 metrów) czasem 23,6 (22 lipca 1956 w Kijowie), w biegu na 400 metrów wynikiem 54,0 (8 czerwca 1957 w Mińsku) i 53,6 (6 lipca 1957 w Moskwie, wyrównany następnie 14 czerwca 1958 w Warszawie podczas Memoriału Kusocińskiego) oraz w sztafecie 4 × 200 metrów (w składzie: Renāte Lāce, Masłowska, Itkina i Galina Popowa) czasem 1:35,1 (14 lipca 1963 w Moskwie).
Zdobyła 17 tytułów mistrza Związku Radzieckiego. Była wielokrotną rekordzistką ZSRR w biegach na 200 i 400 metrów oraz w sztafecie 4 × 100 metrów.
Była odznaczona orderem „Znak Honoru” i medalem „Za pracowniczą dzielność”.
Rekordy życiowe Itkiny:
| Konkurencja        | Data i miejsce                 | Wynik | Źródło |
| bieg na 100 metrów | 2 lipca 1960, Moskwa           | 11,4  | [ 11 ] |
| bieg na 200 metrów | 14 października 1956, Taszkent | 23,4  | [ 12 ] |
| bieg na 400 metrów | 10 października 1965, Ałma-Ata | 52,9  | [ 13 ] |